# بیل مسلی
بیل مسلی (انگلیسی: Bill Moseley؛ زادهٔ ۱۱ نوامبر ۱۹۵۱) یک هنرپیشه اهل ایالات متحده آمریکا است. وی از سال ۱۹۸۲ میلادی تاکنون مشغول فعالیت بوده است.
او در فیلم قاتل حروف الفبا بازی کرده است.